# رياضيون من الكويت في دورة الألعاب الآسيوية الشتوية 2011
شارك الرياضيون من الكويت في دورة الألعاب الآسيوية الشتوية 2011 في ألماتي وأستانا، كازاخستان، من 30 يناير 2011 إلى 6 فبراير 2011. تنافس هؤلاء الرياضيون تحت العلم الأولمبي بسبب تعليق اللجنة الأولمبية الكويتية من قبل اللجنة الأولمبية الدولية في يناير 2010.
| الرياضيون من الكويت في دورة الألعاب الآسيوية 2011 | الرياضيون من الكويت في دورة الألعاب الآسيوية 2011 | الرياضيون من الكويت في دورة الألعاب الآسيوية 2011 | الرياضيون من الكويت في دورة الألعاب الآسيوية 2011 |
| ------------------------------------------------- | ------------------------------------------------- | ------------------------------------------------- | ------------------------------------------------- |
| اللجنة الأولمبية الكويتية                         | لجنة أولمبية وطنية                                | IOC                                               | ل أ د - IOC                                       |

| الإجمالي | في أستانا وألماتي | في أستانا وألماتي | في أستانا وألماتي | في أستانا وألماتي |
| الإجمالي | 21 في 1 رياضة     | 21 في 1 رياضة     | المتسابقون        | المتسابقون        |
| الإجمالي | البرونزية         | الفضية            | الذهبية           | الميداليات        |
| 0        | 0                 | 0                 | 0                 |                   |

## هوكي الجليد
الرجال
الفريق في القسم الممتاز لهذه الألعاب.

### القسم الممتاز
| الفريق                   | الألعاب التي تم لعبها | الانتصارات | الانتصارات في الوقت الإضافي | الخسائر في الوقت الإضافي | الخسائر | الأهداف المسجلة | الأهداف المستقبلة | فرق الأهداف | النقاط |
| ------------------------ | --------------------- | ---------- | --------------------------- | ------------------------ | ------- | --------------- | ----------------- | ----------- | ------ |
| الإمارات العربية المتحدة | 0                     | 0          | 0                           | 0                        | 0       | 0               | 0                 | 0           | 0      |
| تايلاند                  | 0                     | 0          | 0                           | 0                        | 0       | 0               | 0                 | 0           | 0      |
| ماليزيا                  | 0                     | 0          | 0                           | 0                        | 0       | 0               | 0                 | 0           | 0      |
| منغوليا                  | 0                     | 0          | 0                           | 0                        | 0       | 0               | 0                 | 0           | 0      |
| الكويت                   | 0                     | 0          | 0                           | 0                        | 0       | 0               | 0                 | 0           | 0      |
| قرغيزستان                | 0                     | 0          | 0                           | 0                        | 0       | 0               | 0                 | 0           | 0      |
| البحرين                  | 0                     | 0          | 0                           | 0                        | 0       | 0               | 0                 | 0           | 0      |

## أنظر أيضا
- رياضيون من الكويت في دورة الألعاب الأولمبية الصيفية للشباب 2010
- رياضيون من الكويت في دورة الألعاب الآسيوية 2010
- رياضيون من الكويت في دورة الألعاب الآسيوية للبارات 2010